# DSL-splitter

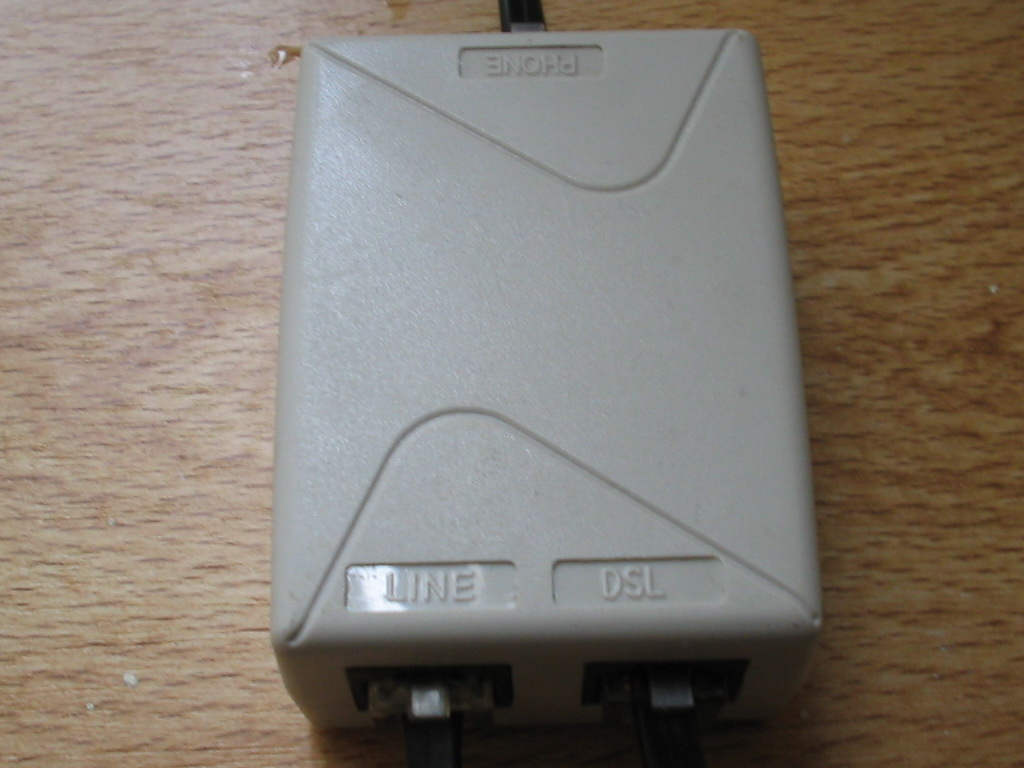
Een DSL-splitter voor ADSL

Een DSL-splitter/filter is een analoog laagdoorlaatfilter en wordt in de DSL-technologie gebruikt om het datasignaal te scheiden van het standaardtelefoniesignaal (POTS). Zonder deze splitter zou het telefoniesignaal het DSL-signaal kunnen storen.

## Principe
Een reeds aanwezige telefoonlijn wordt door de splitter in twee banden gesplitst: een voor de telefoongesprekken en een voor de internetverbinding. De splitter heeft hiervoor ook twee uitgangen: een voor de bestaande telefoonaansluiting (ISDN of POTS) en een voor de DSL-modem. Deze splitter is noodzakelijk om onderlinge interferentie tussen de DSL-modem en de telefoontoestellen te minimaliseren.

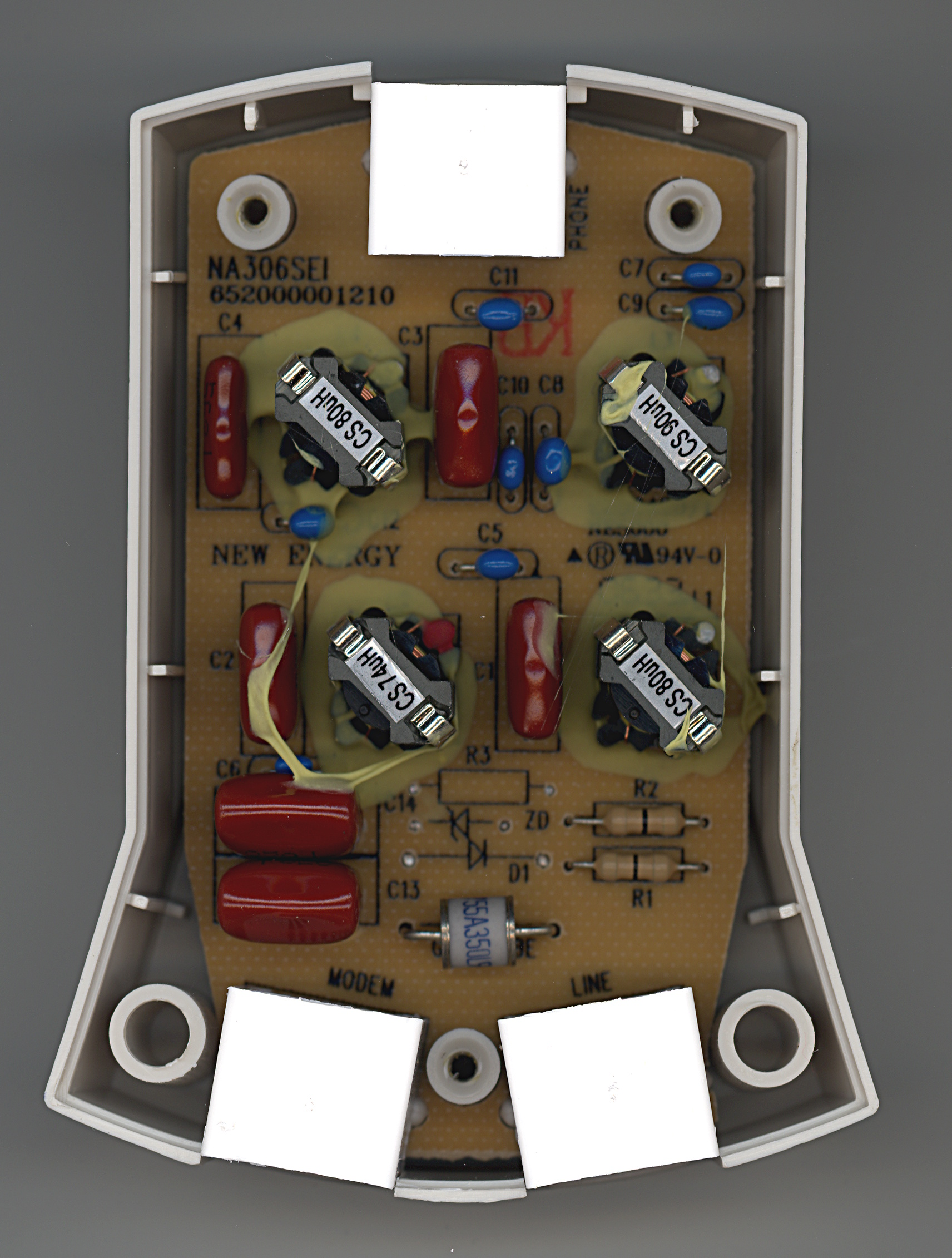
Circuit van een DSL-splitter

## Standaardsplitter
Een standaardsplitter moet voor elk apparaat op de telefoonlijn geïnstalleerd worden. Alleen de DSL-modem zelf mag rechtstreeks op de telefoonlijn aangesloten worden, omdat deze de andere apparaten niet zal storen.

## Full-rate-splitter
Een full-rate-splitter is een splitter van hogere technische kwaliteit, die aan het begin van de telefoonlijn geplaatst wordt, vlak bij het punt van binnenkomst van de lijn (het ISRA-punt). Het DSL-signaal wordt op deze manier zo vroeg mogelijk van de rest van de telefoonbekabeling, hoe lang die ook is, afgescheiden. Een full-rate-splitter is daarom sowieso aan te raden bij lange of verouderde telefoonbedrading, of bekabeling van mindere kwaliteit. 
Ook als op de lijn een alarm- of telefooncentrale geïnstalleerd is, dient u het DSL-signaal weg te filteren met een dergelijke full-rate-splitter. Als er drie splitters of meer nodig zijn, is het aan te raden een full-rate-splitter te plaatsen omdat dit meestal goedkoper is.
Een full-rate-splitter wordt ook gebruikt bij VDSL en VDSL2 die een hogerekwaliteitsplitter nodig hebben.